# Wohn- und Geschäftshaus Meißner Straße 29 (Radebeul)
Das Wohn- und Geschäftshaus Meißner Straße 29 steht im Ursprungsstadtteil der sächsischen Stadt Radebeul, in der Meißner Straße 29 an der Ecke zur Forststraße. Das unter Denkmalschutz stehende Wohngebäude errichtete 1897–1898 die Baufirma „Gebrüder Ziller“ als „Wohnhaus mit Schanklokal“ (ehemals Gaststätte „Forsthaus“).

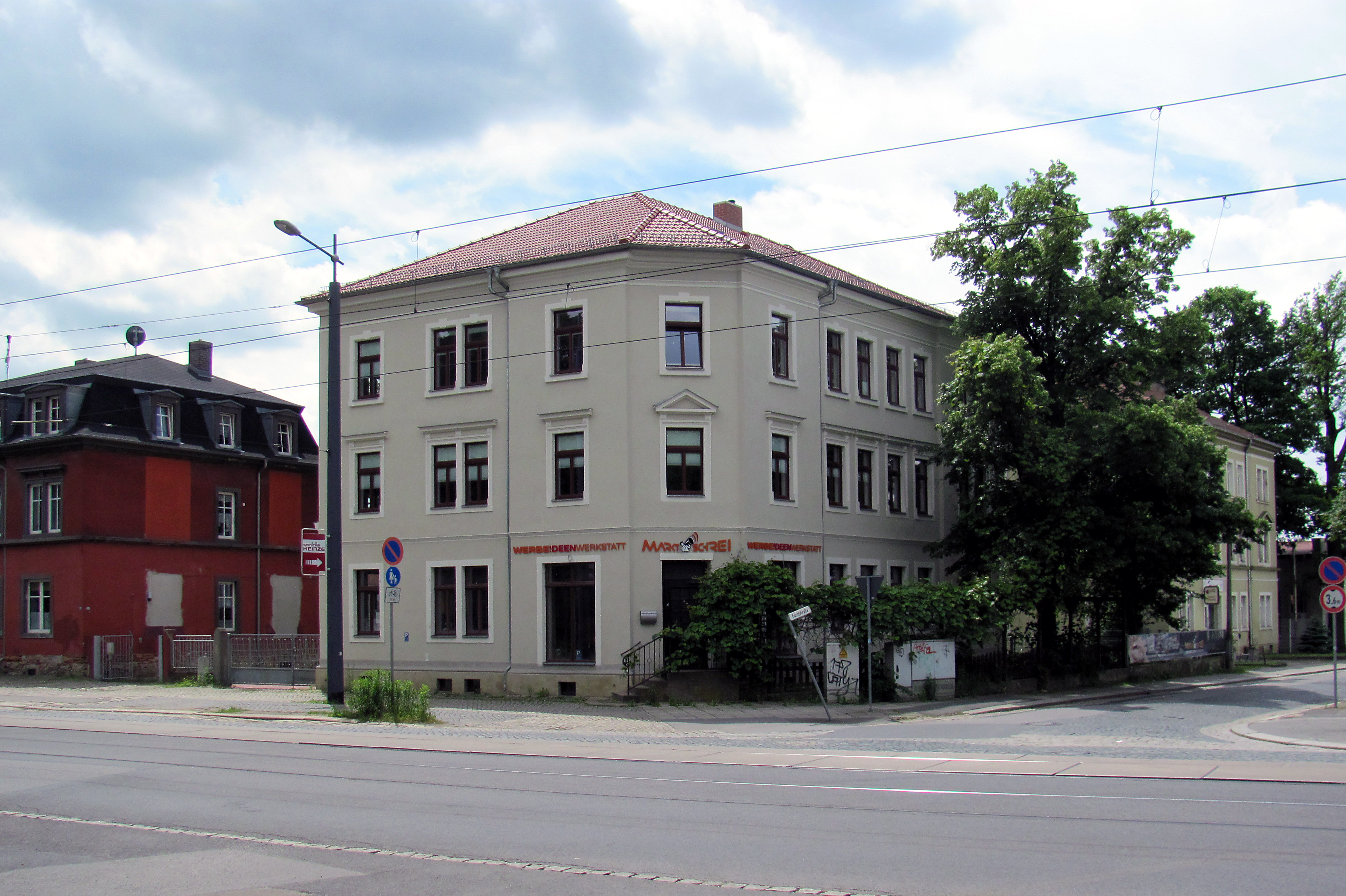
Meißner Straße 29

## Beschreibung
Das dreigeschossige, freistehende vorstädtische Mietshaus ist eine um 90 Grad geknickte Zweiflügelanlage. Der längere Gebäudeflügel steht in der Forststraße. Er ist sechs Fensterachsen lang, wobei die letzte Fensterachse aus Doppelfenstern besteht. Der kürzere Flügel mit vier Fensterachsen steht entlang der Meißner Straße. Die Bauflucht des Gebäudes ist gegenüber dem Bürgersteig zurückgesetzt, sodass für die ehemalige Gaststätte eine Freifläche vor dem Gebäude entstand.
Das Wohn- und Geschäftshaus hat ein flachgeneigtes, ziegelgedecktes Walmdach, auf dem sich ursprünglich ein Ecktürmchen befand. Der Baukörper weist zur Kreuzung einen Eckrisalit auf, der eine verbrochene Gebäudekante darstellt.
Die Fassaden sind sparsam durch Gesimse gegliedert, die Fenstergewände bestehen aus Sandstein.
An der Straßenkreuzung gegenüber ebenfalls auf der südlichen Seite steht das Werksgebäude Meißner Straße, Ecke Forststraße der ehemaligen Chemischen Fabrik v. Heyden, diagonal über die Kreuzung auf der Nordseite deren ehemalige Ausbildungsstätte „Freie Jugend“.

## Geschichte
Für das Grundstück an der Ecke Meißner Straße/Forststraße, auf dem bereits seit 1876 ein zweigeschossiger Vorgängerbau stand, reichten die Gebrüder Ziller 1895 einen Bauantrag zur Errichtung eines Wohnhauses mit Schanklokal ein. Nachdem sie ihr eigenes Baugesuch zurückgezogen hatten, reichte 1897 August Gölker als Bauender und Ausführender ein erneutes Baugesuch ein, das nach der Genehmigung von den Gebrüdern Ziller realisiert wurde. Die Baurevision fand im Januar 1898 statt.
Im Jahr 2011 wurde das Gebäude saniert, nachdem vor allem die Gaststätte „Zum Forsthaus“ längere Zeit leer gestanden hatte. Statt dieser befindet sich heute ein Büro in den Geschäftsräumen.